# Urbano VII
Urbano VII (Roma, 4 de agosto de 1521-Roma, 27 de septiembre de 1590) fue el papa 228.º de la Iglesia católica en 1590.

## Orígenes y formación
Giovanni Battista Castagna (en castellano: Juan Bautista Castaña), aunque nació en Roma, era de origen genovés, hijo de un noble de esa procedencia llamado Cosimo y de la romana Constanza Ricci. Tras estudiar derecho civil y canónico, se doctoró en Bolonia, y trabajó como auditor para su tío el cardenal Girolamo Verallo.

## Carrera eclesiástica
Tras ser nombrado en 1553 arzobispo de Rossano, fue nombrado en 1555 gobernador de Fano bajo el pontificado de Julio III pasando, ya con Pablo IV a ser gobernador de Perugia y Umbría.
Entre 1562 y 1563 actuó como legado pontificio de Pío IV en el Concilio de Trento, tras lo cual acompañó al cardenal Buoncompagni, futuro Gregorio XIII, a España como miembro de la legación papal que iba a intervenir en el proceso abierto al cardenal de Toledo, Bartolomé Carranza.
Tras permanecer siete años en España en calidad de nuncio papal, regresó a Italia y, tras renunciar a la sede arzobispal de Rossano, fue enviado en 1577 como nuncio a Venecia, desde donde pasó a Bolonia como gobernador y, ya en 1578, nombrado legado extraordinario en Colonia para actuar en la conferencia de paz que daría lugar a la Unión de Arras.
De nuevo en Roma fue nombrado, en 1583, cardenal presbítero de San Marcelo y en 1584 legado papal en Bolonia para, posteriormente y bajo el pontificado de Sixto V, actuar como Inquisidor general del Santo Oficio.

## Papado
Al morir Sixto V, en un cónclave en el que solo participaron 54 cardenales de los 65 que entonces formaban el Colegio cardenalicio, y gracias a la influencia de los cardenales españoles, Giambattista Castagna fue elegido nuevo pontífice el 15 de septiembre de 1590.
Su pontificado duró tan solo trece días, ya que el 27 de septiembre de 1590 fallecía víctima de la malaria.
Su papado es considerado como el más corto en la historia desde que, en 1961, la Iglesia católica excluyó de las listas de papas legítimos a Esteban II, quien gobernó la Iglesia durante tan solo 3 días en el año 752, sin llegar a ser nombrado formalmente como papa.
A su muerte, dejó todas sus posesiones personales a la caridad, que fueron usadas por la Arquiconfraternidad de la Anunciación para la dote de niñas pobres.
Las profecías de San Malaquías se refieren a este papa como De rore coeli ('Rocío del cielo'), cita que hace referencia a que fue obispo de Rossano y Ros significa 'rocío', y a que solo gobernó la Iglesia durante trece días, un periodo tan breve como el rocío del cielo.